# Rudolf Cvetko
Rudolf Cvetko (Senožeče, 1880. november 17. – Ljubljana, 1977. december 15.) osztrák színekben olimpiai ezüstérmes szlovén vívó.

## Pályafutása
Az első szlovén versenyző volt, aki olimpián vett részt és olimpiai érmet nyert. Az 1912-es stockholmi olimpián az osztrák kardcsapat tagjaként ezüstérmet szerzett. Egyéniben az első fordulóban kiesett.

## Életútja
Általános és középiskolai tanulmányait Ljubljanában végezte. 1896 és 1900 között négyéves katonaiskolai képzésben vett részt Triesztben. A diploma megszerzése után a 16. magyar (horvát) gyalogos egységbe nevezték ki, amelynek székhelye Zágrábban és Belovárban volt. 
Katonai szolgálata alatt 1904 óta vett részt kiképzéseken az Osztrák-Magyar Hadsereg gimnasztikai és kiképző tanfolyamain Bécsújhelyen. 1905-től kezdődően több alkalommal is kardoktató, illetve 1908 és 1912 között a szabad kurzusok vezető tanára volt.
1913-ban házasságkötésekor hadnagyként szerelt le, majd a goriziai Állami Középiskola testnevelő tanáraként dolgozott. Az első világháború idején ismét katonai szolgálatot teljesített, mint kapitány. A háború után tovább szolgált 1926-os nyugdíjba vonulásáig.

## Sikerei, díjai
- Olimpiai játékok – kard, csapat
  - ezüstérmes: 1912, Stockholm